# Zorita de la Frontera
Zorita de la Frontera település Spanyolországban, Salamanca tartományban.  Lakosainak száma 152 fő (2024).

## Népesség
A település népessége az elmúlt években az alábbi módon változott:
| Lakosok száma | 274  | 262  | 244  | 232  | 210  | 202  | 162  | 164  | 159  | 152  |
|               | 2001 | 2004 | 2007 | 2009 | 2012 | 2014 | 2017 | 2019 | 2022 | 2024 |